# Leonardo Bonucci
Leonardo Bonucci (sinh ngày 1 tháng 5 năm 1987) là một cựu cầu thủ bóng đá chuyên nghiệp người Ý từng thi đấu ở vị trí trung vệ. Nổi tiếng nhờ lối chơi giàu kỹ thuật, thể lực sung mãn, khả năng xử lý bóng tốt và khả năng tắc bóng siêu hạng, anh được đánh giá là một trong những trung vệ xuất sắc nhất thế giới trong thế hệ của mình.
Sau khi bắt đầu sự nghiệp của mình với Inter Milan vào năm 2005, Bonucci đã trải qua vài mùa giải tiếp theo dưới dạng cho mượn tại Treviso và Pisa, trước khi chuyển đến Bari vào năm 2009. Kỹ thuật, khả năng chơi bóng và những màn trình diễn phòng ngự cùng với trung vệ người Ý Andrea Ranocchia đã giúp anh nhận được sự tán dương từ giới chuyên môn. Anh chuyển đến Juventus vào mùa giải tiếp theo, nơi anh sau đó trở thành thành viên chủ chốt trong hàng phòng ngự ba người của câu lạc bộ, cùng với Giorgio Chiellini và Andrea Barzagli, khẳng định mình là một trong những hậu vệ xuất sắc nhất của bóng đá thế giới. Trong số các danh hiệu khác, anh tiếp tục vô địch Serie A sáu liên tiếp danh hiệu với đội từ năm 2012 đến 2017, cũng đã chơi hai trận chung kết UEFA Champions League vào năm 2015 và 2017. Năm 2017, anh chuyển đến AC Milan, và một mùa giải sau đó trở lại Juventus, giành thêm hai chức vô địch liên tiếp.
Ở cấp độ quốc tế, Bonucci đã có hơn 110 lần khoác áo đội tuyển kể từ trận ra mắt năm 2010, đại diện cho Ý tại 2 kỳ FIFA World Cup (2010 và 2014), 3 kỳ UEFA Euro (2012, 2016 và 2020) và 1 kỳ FIFA Confederations Cup (2013); anh ấy đã vô địch Euro 2020, giành ngôi á quân tại Euro 2012 và hạng ba tại Cúp Liên đoàn các châu lục 2013.
Bonucci cũng đã giành được một số danh hiệu cá nhân cho màn trình diễn của mình: anh được nêu tên vào Đội hình tiêu biểu của UEFA Europa League trong các mùa giải 2013–14 và 2017–18, và là thành viên bốn lần của Đội hình xuất sắc nhất mùa giải Serie A. Anh được vinh danh là Cầu thủ xuất sắc nhất Serie A năm 2016 và cũng được đưa vào Đội hình tiêu biểu của UEFA trong cùng mùa giải. Năm 2017, anh cũng được đưa vào FIFA FIFPro World11 và Đội tuyển thế giới nam IFFHS, cũng như Đội hình tiêu biểu UEFA Champions League 2016–17 và Đội hình ESM xuất sắc nhất mùa giải 2016–17.

## Sự nghiệp câu lạc bộ

### Inter Milan
Bonucci bắt đầu sự nghiệp của mình trong màu áo đội trẻ của câu lạc bộ quê hương Viterbese nhưng được cho mượn cho Inter Milan vào mùa hè năm 2005. Anh đã chơi một số trận giao hữu trước mùa giải cho đội một Inter. Sau đó anh trở thành thành viên của đội U-20 Inter. 
Vào ngày 14 tháng 5 năm 2006, Bonucci có trận ra mắt Serie A trong trận đấu cuối cùng của mùa giải 2005–06, trong trận hòa 2–2 trên sân khách trước Cagliari, đó là trận đấu thứ 3.500 của Inter. Vào ngày 7 tháng 7 năm 2006, Inter mua đứt Bonucci. 
Anh chơi trận Coppa Italia đầu tiên với Messina vào ngày 9 tháng 11 năm 2006 khi vào sân thay Fabio Grosso ở phút 86. Bonucci góp mặt trong hai trận Coppa Italia nữa cho Inter trong mùa giải đó khi anh được tung vào sân thay Walter Samuel ở hiệp một trong trận tứ kết lượt về với Empoli, và là người đá chính trong trận bán kết lượt về với Sampdoria.
Vào tháng 1 năm 2007, Inter đã bán 50% quyền đăng ký của Bonucci cho Treviso, cùng với 50% quyền đăng ký cho đồng đội Daniel Maa Boumsong của Primavera. Vào thời điểm đó, Bonucci đã được gắn thẻ với một khoản phí hạt tiêu là € 500. Bonucci sau đó ở lại Inter cho đến ngày 30 tháng 6 năm 2007 trong khi Maa Boumsong trở về từ Treviso, nơi anh trải qua nửa đầu mùa giải dưới dạng cho mượn. Trong mùa giải cuối cùng của Bonucci với đội trẻ Inter, anh đã giành được Campionato Nazionale Primavera (chức vô địch giải trẻ quốc gia).

### Treviso và Pisa
Vào ngày 1 tháng 7 năm 2007, Bonucci và Maa Boumsong chính thức trở thành cầu thủ của Treviso sau khi hợp đồng cho mượn của họ trở lại Inter hết hạn, cũng như việc gia hạn hợp đồng sở hữu vào tháng 6 năm 2007. Tại Treviso, Bonucci đã có 20 lần ra sân trong 27 lần ra sân ở Serie B. là một trong những người bắt đầu thường xuyên. 
Vào tháng 6 năm 2008, trong số các sản phẩm trẻ khác của Inter, Bonucci là cầu thủ duy nhất được mua lại từ Treviso.  Tuy nhiên, anh được cho Treviso mượn lại trong mùa giải 2008–09. Theo hồ sơ Treviso có tên Tabella N ° 5 - circleolare Co.Vi.So.C. bảo vệ. N ° 4051.4 / GC / pc del 11 maggio 2005 trong báo cáo tài chính 2007–08 của họ, Bonucci đã được bán với mức phí 700.000 €. 
Bonucci đã chơi 13 trận Serie B cho Treviso trước khi rời sang một cầu thủ đang đấu tranh Serie B khác là Pisa dưới dạng cho mượn.

### Bari

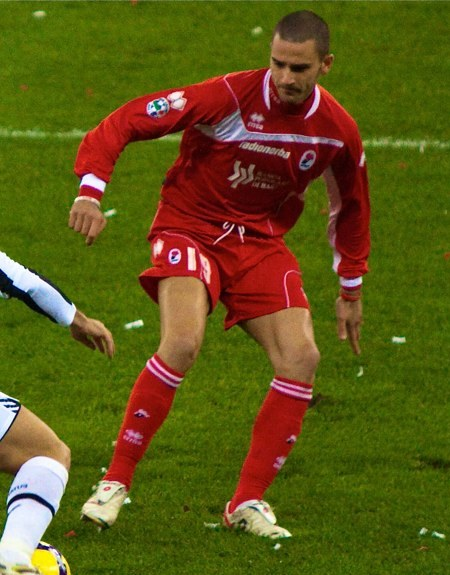
Bonucci chơi cho Bari trong mùa giải 2009–10.

Vào ngày 8 tháng 6 năm 2009, Bonucci đã trải qua cuộc kiểm tra y tế tại Genoa. Vào ngày 1 tháng 7, Inter chính thức thông báo rằng Bonucci, cùng với Acquafresca, Bolzoni và Meggiorini đã được chuyển đến Genoa, như một phần của thỏa thuận đưa Diego Milito và Thiago Motta đến Inter. Hơn nữa, Ivan Fatić, người được đồng sở hữu ("đồng sở hữu") giữa Chievo và Inter, đã trở thành đồng hợp đồng giữa Chievo và Genoa, theo một bài báo của La Gazzetta dello Sport . Bonucci được định giá 3 triệu euro vào thời điểm đó. 
Vào ngày 2 tháng 7, anh được chuyển đến Bari từ Genoa, theo hợp đồng đồng sở hữu, với giá 1,75 triệu euro, cùng với Meggiorini (cũng theo hợp đồng đồng sở hữu), Matteo Paro (cho mượn), Andrea Ranocchia (cho mượn) và Giuseppe Greco (cho mượn).
Tại Bari, anh trở thành cầu thủ đầu tiên chơi ở vị trí trung vệ dưới thời huấn luyện viên trưởng Gian Piero Ventura, thể hiện một lối chơi phòng ngự điềm đạm nhưng mạnh mẽ và hiệu quả. Anh ấy đã hình thành một mối quan hệ đối tác phòng ngự cực kỳ mạnh mẽ với Andrea Ranocchia, điều này hiệu quả đến mức, vào thời điểm giữa mùa giải 2009–10, Bari có thành tích phòng ngự tốt thứ hai ở Serie A. Mối quan hệ hợp tác chặt chẽ kết thúc sau khi Ranocchia bị chấn thương giữa hiệp suốt mùa giải và đã bị loại khỏi các đồ đạc còn lại.

### Juventus
Vào ngày 1 tháng 7 năm 2010, Bonucci được Juventus ký hợp đồng bốn năm với tổng phí 15,5 triệu € từ Bari; Bari mua Bonucci từ Genoa với giá 8 triệu euro. Tuy nhiên, Genoa và Bari đã sử dụng một phần khoản phải thu chuyển nhượng để ký 50% quyền đăng ký còn lại của Domenico Criscito và 50% quyền đăng ký của Sergio Bernardo Almirón từ Juventus. Bonucci được giao chiếc áo số 19. 
Thi đấu cùng với đồng đội ở đội tuyển Ý Giorgio Chiellini ở hàng thủ, Bonucci ngay lập tức được đưa vào đội hình xuất phát cho những trận đấu đầu tiên của mùa giải, ra mắt thi đấu tại Shamrock Rovers ở Europa League và ghi bàn thắng đầu tiên cho Juventus trong trận đấu tại Europa League - trận đấu với Sturm Graz. 
Mùa giải tiếp theo, do sự hiện diện của cựu binh Andrea Barzagli, người ta cho rằng Bonucci sẽ cạnh tranh với anh ấy cho một suất đá chính cùng với Chiellini trong hàng thủ bốn người, vì tân huấn luyện viên của câu lạc bộ, Antonio Conte được biết đến với sở thích của anh ấy. Hệ thống 4–2–4, một biến thể của hệ thống 4–4–2. Tuy nhiên, sau khi thử nghiệm một số hệ thống chiến thuật, Conte cuối cùng quyết định sử dụng cả ba cầu thủ trong sơ đồ ba người được hỗ trợ bởi các hậu vệ cánh trong sơ đồ 3–5–2, và Bonucci một lần nữa khẳng định mình trong đội hình 11 xuất phát cùng với Chiellini và Barzagli. Do những màn trình diễn của họ cùng nhau, hàng thủ ba người đã có biệt danh BBC, một tham chiếu đến tên viết tắt của tên cầu thủ. Chẳng bao lâu, bộ ba này đã khẳng định mình là một trong những hàng phòng ngự tốt nhất của bóng đá thế giới trong những mùa giải tiếp theo. Vào ngày 2 tháng 4 năm 2012, Juventus thông báo rằng anh đã ký hợp đồng 5 năm mới  có hiệu lực vào ngày 1 tháng 7 năm 2012. Bonucci giành được danh hiệu lớn đầu tiên, Scudetto 2011–12, và đóng góp hai ghi bàn khi Juventus kết thúc mùa giải bất bại và với một trong những thành tích phòng ngự tốt nhất trong năm giải đấu hàng đầu châu Âu. Phong độ tốt của anh ấy trong mùa giải đó đã giúp anh ấy có một suất trong đội hình cuối cùng tham dự UEFA Euro 2012.

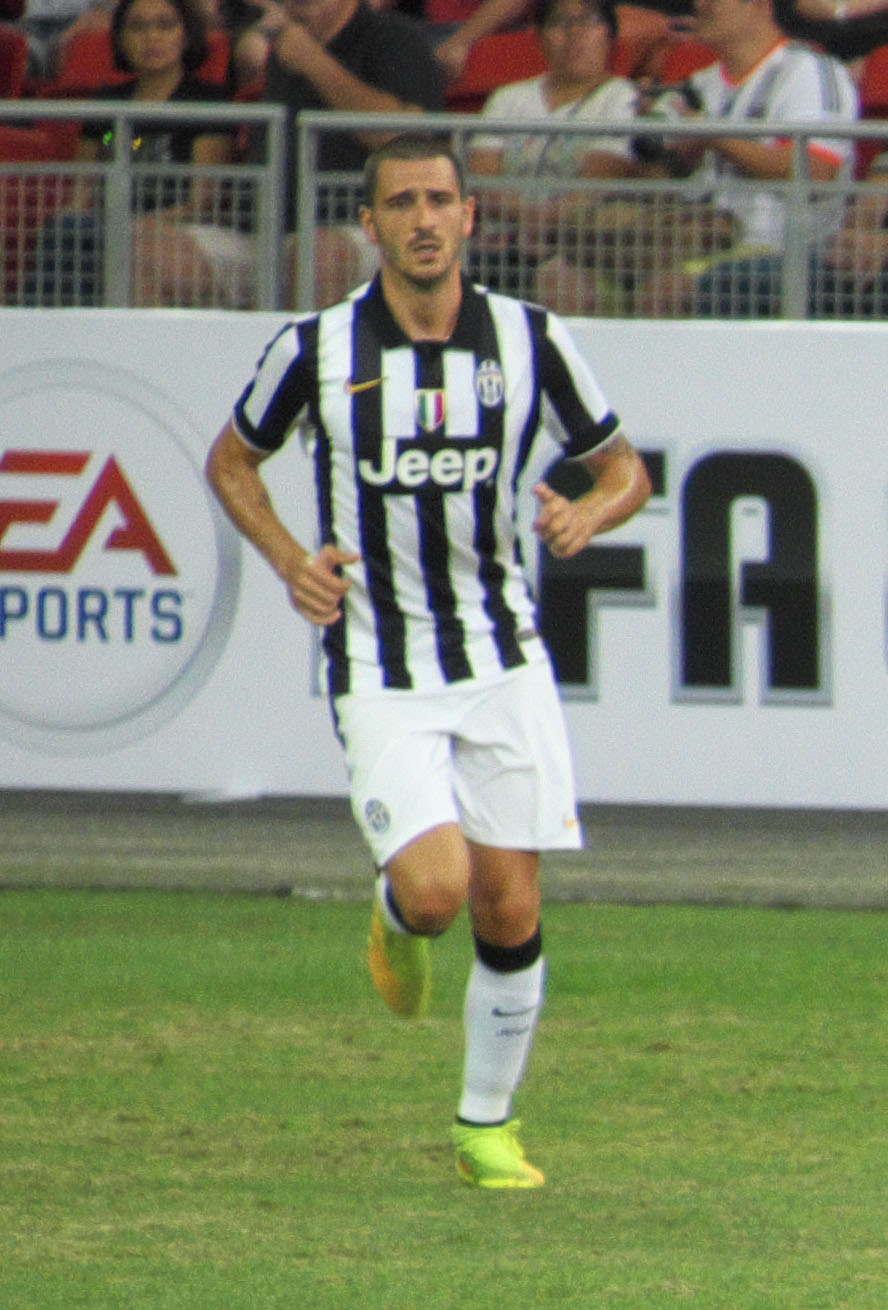
Bonucci chơi cho Juventus năm 2014.

Bonucci bắt đầu mùa giải bằng chức vô địch Supercoppa Italiana 2012 với Juventus. Anh có trận ra mắt Champions League trước Chelsea ở vòng bảng và ghi bàn thắng đầu tiên trong trận đấu với Shaktar Donetsk vào tháng 10 năm 2012 trong trận hòa 1-1. Vào tháng 12 năm 2012, Bonucci bị chỉ trích vì ăn vạ trong trận đấu với Palermo ở giải VĐQG, trận đấu được một số nhà báo mô tả là "màn ăn vạ tệ nhất từ trước đến nay". Anh ta đã bị trọng tài phạt thẻ trong trận đấu và sau đó bị chính quyền đưa ra lệnh cấm thi đấu một trận và phạt 2000 €. Juventus kết thúc mùa giải bằng chức vô địch Serie A 2012–13.
Mùa giải tiếp theo, Bonucci sẽ giúp Juventus bảo vệ Supercoppa Italiana và danh hiệu Serie A, mặc dù Juventus sẽ bị loại ở vòng bảng tại UEFA Champions League. Tuy nhiên, anh đã giúp Juventus lọt vào bán kết Europa League, ghi bàn thắng quyết định vào lưới Lyon ở tứ kết. 
Trong mùa giải 2014–15, Bonucci có trận đấu thứ 200 với Juventus vào ngày 25 tháng 1 năm 2015, trong chiến thắng 2–0 trước Chievo. Vào ngày 6 tháng 6 năm 2015, Bonucci xuất phát cho Juventus trong trận Chung kết UEFA Champions League 2015, nhưng bị Barcelona đánh bại 3-1 tại Olympiastadion ở Berlin. Với 52 lần ra sân, anh ra sân nhiều nhất cho Juventus trong mùa giải đó trên mọi đấu trường, cùng với các đồng đội Claudio Marchisio và Roberto Pereyra. Vào ngày 24 tháng 11 năm 2015, Bonucci được đề cử cho Đội hình xuất sắc nhất năm 2015 của UEFA. Vào ngày 2 tháng 3 năm 2016, anh ấy là đội trưởng của Juventus khi đội bóng vắng Gianluigi Buffon và Chiellini, ghi quả phạt đền quyết định trong loạt sút luân lưu của trận lượt về bán kết Coppa Italia với Inter tại San Siro, sau khi hòa 3–3, cho phép Juventus tiến tới cuối cùng; tuy nhiên, do chiếc thẻ vàng mà anh ấy nhận được trong trận đấu và đã bị phạt thẻ trước khi trận đấu diễn ra, anh ấy đã bỏ lỡ trận chung kết chiến thắng với Milan, trận đấu giúp Juventus lập cú đúp quốc nội trong mùa giải thứ hai liên tiếp, trong đó có chức vô địch giải đấu thứ năm liên tiếp kỷ lục. 
Trong đầu mùa giải 2016–17, Bonucci dành thời gian cho cậu con trai Matteo ốm yếu của mình, anh đã bỏ lỡ các trận đấu chọn lọc với Juventus và đội tuyển quốc gia. Vào ngày 27 tháng 11, Bonucci bị căng cơ đùi nghiêm trọng trong trận thua 3–1 trước Genoa trên sân khách, anh phải nghỉ thi đấu tới 60 ngày. Vào ngày 19 tháng 12, Bonucci ký hợp đồng mới với Juventus, giữ anh ở lại câu lạc bộ cho đến năm 2021. Vào ngày 5 tháng 1 năm 2017, Bonucci được vinh danh là Đội hình xuất sắc nhất năm 2016 của UEFA. Vào ngày 30 tháng 1, Bonucci được xướng tên vào Đội hình tiêu biểu Serie A 2015–16 và cũng được vinh danh là Cầu thủ xuất sắc nhất Serie A 2016. Bonucci có lần ra sân thứ 300 cho Juventus trong chiến thắng 4–1 trên sân nhà trước Palermo vào ngày 17 tháng 2. Tuy nhiên, sau khi Palermo ghi bàn thắng muộn, Bonucci đã tranh cãi về đường dây liên lạc với huấn luyện viên Massimiliano Allegri, khiến câu lạc bộ phạt tiền và loại anh khỏi danh sách tham dự trận lượt đi vòng 16 đội Champions League với Porto vào ngày 22 tháng 2. Vào ngày 17 tháng 5, Bonucci ghi bàn thắng cuối cùng trong chiến thắng 2–0 trong trận chung kết Coppa Italia 2016–17 trước Lazio. Vào ngày 3 tháng 6, Bonucci đá chính ở trận Chung kết Champions League thứ hai trong ba năm, nhưng Juventus đã bị đánh bại 4–1 bởi các nhà đương kim vô địch Real Madrid. Vào ngày 5 tháng 6, anh sau đó được điền tên vào đội hình của mùa giải UEFA Champions League.

### AC Milan
Vào ngày 14 tháng 7 năm 2017, Bonucci được AC Milan ký hợp đồng 5 năm với mức phí 42 triệu euro. Vào ngày 4 tháng 8 năm 2017, Bonucci được vinh danh là một trong ba cầu thủ lọt vào chung kết cho giải thưởng Hậu vệ của  mùa giải UEFA Champions League 2016–17. Huấn luyện viên Vincenzo Montella của Milan sau đó đã bổ nhiệm Bonucci làm đội trưởng mới của đội vào cuối tháng đó. Vào ngày 23 tháng 10, anh được điền tên vào FIFA FIFPro World11 2017. Mặc dù được kỳ vọng nhiều vào Bonucci và Milan, nửa đầu mùa giải 2017–18 đã gây thất vọng cho cả anh ấy và câu lạc bộ, và anh ấy đã thu hút sự chỉ trích trên các phương tiện truyền thông về chất lượng màn trình diễn của mình. Anh ghi bàn thắng đầu tiên cho Milan vào ngày 6 tháng 1 năm 2018, trong chiến thắng 1–0 trên sân nhà trước Crotone. Vào ngày 31 tháng 3, Bonucci ghi bàn thắng gỡ hòa cho Milan trước Juventus, phá vỡ kỷ lục của thủ môn Gianluigi Buffon về số phút liên tiếp dài nhất không để thủng lưới trong trận thua 3–1.

### Trở lại Juventus

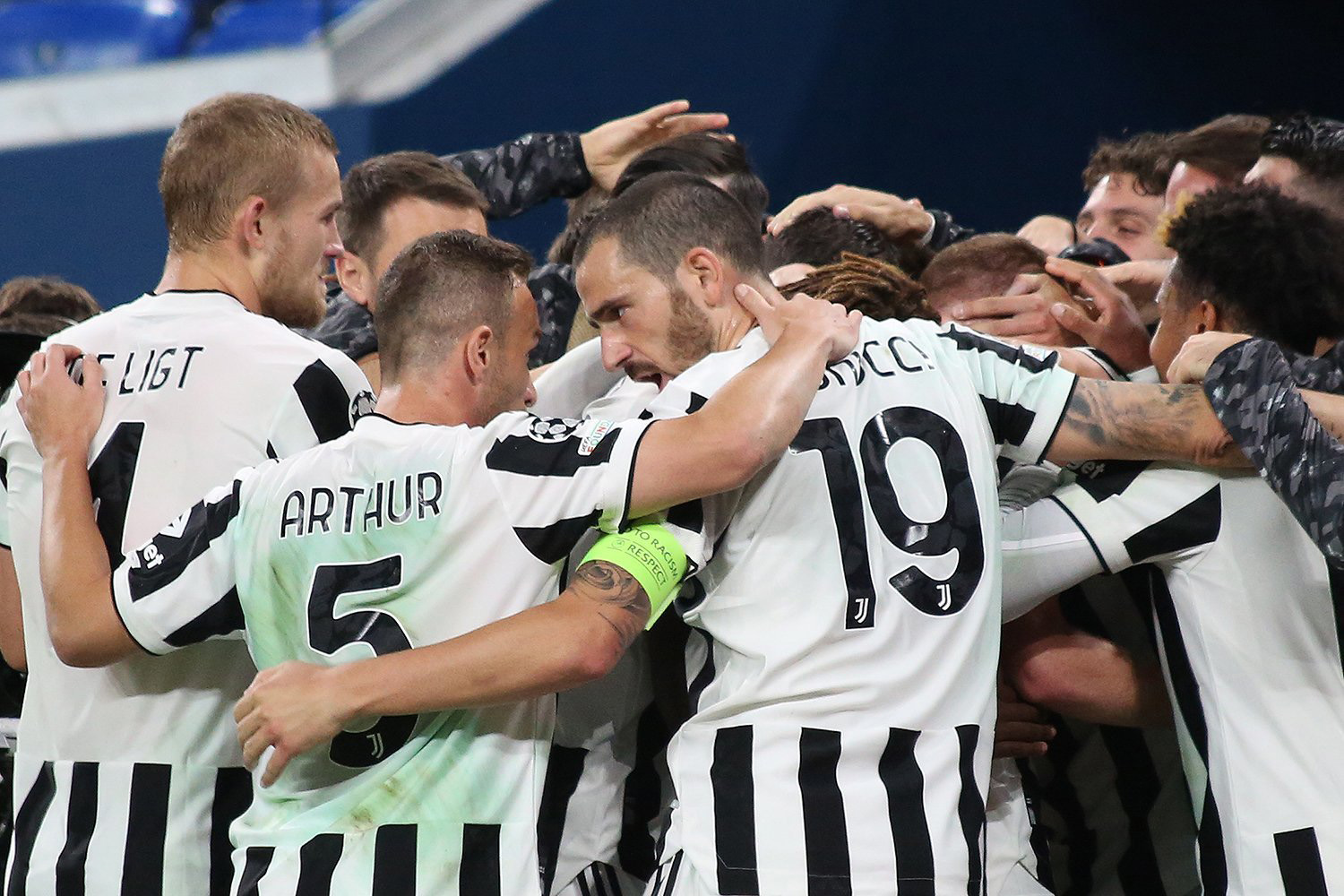
Bonucci, đội trưởng Juventus, ăn mừng cùng các đồng đội vào năm 2021.

Vào ngày 2 tháng 8 năm 2018, Bonucci trở lại Juventus như một phần của thỏa thuận hoán đổi với Milan liên quan đến Mattia Caldara. Cả Bonucci và Caldara đều được gắn thẻ với khoản phí chuyển nhượng 35 triệu euro. Anh ký hợp đồng 5 năm đến ngày 30 tháng 6 năm 2023. Bonucci trở lại Juventus trong trận mở màn Serie A vào ngày 18 tháng 8, chiến thắng 3–2 trên sân khách trước Chievo, góp phần vào bàn gỡ hòa tạm thời của Juventus, một bàn do Mattia Bani phản lưới nhà. Vào ngày 29 tháng 9 năm 2018, Bonucci ghi bàn thắng đầu tiên cho Juventus kể từ khi anh trở về từ Milan, bàn thắng cuối cùng trong chiến thắng 3–1 trên sân nhà trước Napoli. Vào ngày 2 tháng 10, anh ấy đã có lần ra sân thứ 50 tại Champions League trong chiến thắng 3–0 trên sân nhà trước Young Boys. 
Vào ngày 2 tháng 4 năm 2019, Bonucci đánh dấu lần ra sân thứ 250 tại Serie A với Juventus bằng bàn thắng mở tỷ số trong chiến thắng 2–0 trên sân khách trước Cagliari. Tuy nhiên, sau trận đấu, anh đã bị chỉ trích nặng nề bởi một số nhân vật nổi tiếng sau khi nói rằng đồng đội Moise Kean một phần là nguyên nhân cho sự lạm dụng chủng tộc mà anh phải chịu từ đám đông; Tuyển thủ Anh Raheem Sterling coi những bình luận này là 'nực cười', trong khi đồng hương Mario Balotelli, ca sĩ người Anh Stormzy, và cựu cầu thủ Juventus Paul Pogba cũng chỉ trích những bình luận của Bonucci. Bonucci ngụ ý rằng màn ăn mừng bàn thắng của Kean khiến nhiều người chế nhạo hơn nữa. Chế nhạo sau bàn thua, Blaise Matuidi nghe thấy và tức giận. Tôi nghĩ lỗi đáng trách là 50–50, vì Moise lẽ ra không nên làm vậy và Curva lẽ ra không nên phản ứng như vậy. Chúng tôi là những người chuyên nghiệp, chúng tôi phải làm gương và không được khiêu khích bất cứ ai ”. Sau đó, anh ấy đã thực hiện một bài đăng trên Instagram với nội dung "Bất kể mọi thứ, trong mọi trường hợp ... không phân biệt chủng tộc." Đáp lại những lời chỉ trích, ngày hôm sau, Bonucci đã đăng trên Instagram: "Sau 24 giờ, tôi muốn nói rõ cảm xúc của mình. Hôm qua tôi đã được phỏng vấn ngay khi kết thúc trận đấu, và lời nói của tôi rõ ràng đã bị hiểu nhầm, có thể là do tôi đã quá vội vàng trong cách thể hiện suy nghĩ của mình. Hàng giờ và hàng năm trời sẽ không đủ để nói về chủ đề này. Tôi kiên quyết lên án mọi hình thức phân biệt chủng tộc và phân biệt đối xử. Việc lạm dụng là không thể chấp nhận được và điều này không được hiểu sai. " 
Sau khi Chiellini dính chấn thương dây chằng chéo trước vào đầu mùa giải 2019–20, Bonucci đã trở thành đội trưởng Juventus thay Chiellini vắng mặt. Vào tháng 11 năm 2019, anh ký hợp đồng mới với câu lạc bộ, có thời hạn đến năm 2024. 
Vào ngày 20 tháng 9 năm 2020, Bonucci ghi bàn trong trận mở màn của Juventus mùa giải 2020–21, trong chiến thắng 3–0 trên sân nhà trước Sampdoria ở Serie A. Vào ngày 20 tháng 11 năm 2021, Bonucci ghi cú đúp đầu tiên trong sự nghiệp với tỷ số 2–0 trận thắng trước Lazio qua hai quả luân lưu.

## Sự nghiệp quốc tế

### 2007–2009: Sự nghiệp trẻ
Ở cấp độ trẻ, Bonucci đã chơi cho đội bóng hạng B U-21 Ý. Anh ấy được triệu tập cho một trận giao hữu với Renate vào ngày 6 tháng 11 năm 2007, và gặp đội đại diện U20 Serie C vào ngày 4 tháng 12 năm 2007. Anh ấy cũng được giới hạn cho đội trong một trận giao hữu nội bộ. đội U21 Serie B thành hai vào ngày 9 tháng 10 năm 2007, vào ngày 21 tháng 10 năm 2008, vào ngày 25 tháng 11, và vào ngày 24 tháng 3 năm 2009, với tư cách là đội trưởng. 
Anh ấy cũng được triệu tập từ đội tuyển U-20 Ý vào ngày 31 tháng 5 năm 2007. Anh ấy là người dự bị không được sử dụng trong trận thua 0-1 trước Đội bóng xuất sắc nhất Serie D. 

### 2010: Đầu sự nghiệp và World Cup 2010
Bonucci ra mắt đội tuyển Ý vào ngày 3 tháng 3 năm 2010, dưới sự dẫn dắt của huấn luyện viên Marcello Lippi, trong một trận giao hữu với Cameroon chơi ở Monaco, kết thúc với tỷ số hòa 0–0,  và trở thành một trong số ít cầu thủ ra mắt có chưa từng chơi một trận chính thức nào cho các đội tuyển trẻ quốc gia. Anh được HLV Marcello Lippi đưa vào đội hình xuất phát cùng với các HLV trưởng của đội tuyển quốc gia Fabio Cannavaro và Giorgio Chiellini, tạo thành hàng phòng ngự 3 người trong đội hình 3–4–3 của Lippi.
Nhờ những màn trình diễn của anh ấy trong mùa giải 2009–10, Bonucci đã được đưa vào đội tuyển Ý tham dự FIFA World Cup 2010. Anh ghi bàn thắng quốc tế đầu tiên vào ngày 3 tháng 6 năm 2010, trong trận thua 1-2 trước Mexico, trong một trận giao hữu trước giải đấu ở Brussels. Tại World Cup, anh ấy xuất hiện như một dự bị không được sử dụng trong cả ba trận đấu của Ý, khi họ bị loại ở vòng bảng, không thắng nổi trận nào. 

### 2010–2014: Chọn vào đội hình xuất phát

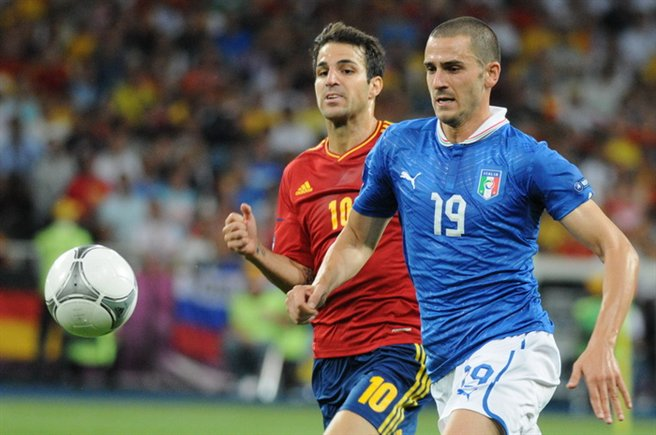
Bonucci (phải) đối đầu với Cesc Fàbregas của Tây Ban Nha trong trận chung kết UEFA Euro 2012

Sau World Cup, dưới thời tân HLV Cesare Prandelli, Bonucci đã tận dụng thời điểm Cannavaro nghỉ thi đấu quốc tế và chen chân vào đội hình xuất phát bên cạnh người đồng đội Chiellini ở Juventus. Anh ấy đã kết thúc mùa giải 2011–12 tốt đẹp bằng cách giành một suất trong đội hình 23 người Ý cuối cùng tham dự VCK Euro 2012, giúp Ý lọt vào trận chung kết của giải đấu, nơi họ bị đương kim vô địch Tây Ban Nha đánh bại 4–0. Anh ấy đá chính trong tất cả, trừ một trận đấu khi Ý lọt vào trận chung kết. 
Tại FIFA Confederations Cup 2013, anh đá hỏng quả đá phạt đền trong loạt sút luân lưu với Tây Ban Nha ở bán kết, sút vọt xà ngang khi Italia thua 7–6 trên chấm phạt đền; Ý sẽ giành chiến thắng trong trận tranh huy chương đồng trước Uruguay với tỷ số 4–3 trên chấm luân lưu, sau khi hòa 2–2 sau hiệp phụ, giúp họ giành được vị trí thứ ba. 
Bonucci đã được Cesare Prandelli lựa chọn là một phần của đội tuyển Ý sẽ tham dự FIFA World Cup 2014 ở Brasil. Mặc dù anh ấy một lần nữa vẫn là dự bị không được sử dụng trong hai trận đầu tiên, anh ấy đã có trận ra mắt World Cup vào ngày 24 tháng 6 năm 2014, trong trận thua 0-1 trước Uruguay; kết quả là Italia lần thứ hai liên tiếp bị loại ngay vòng bảng. 

### 2014–2018: Euro 2016 và thất bại trong vòng loại World Cup 2018
Vào ngày 4 tháng 9 năm 2014, dưới thời tân huấn luyện viên người Ý Antonio Conte, Bonucci đeo băng đội trưởng lần đầu tiên cho đội tuyển Ý, sau khi Daniele De Rossi bị thay thế trong trận giao hữu thắng Hà Lan 2–0. 
Vào ngày 31 tháng 5 năm 2016, Bonucci được Conte điền tên vào danh sách 23 cầu thủ Italia tham dự VCK Euro 2016. Vào ngày 13 tháng 6, anh kiến tạo cho Emanuele Giaccherini, bàn thắng đầu tiên của Ý, bằng một đường bóng dài trong chiến thắng 2–0 trước Bỉ ở trận mở màn Euro 2016; anh ta sau đó đã bị phạt thẻ vì một pha phạm lỗi chiến thuật. Sau khi giúp Ý giữ sạch lưới trong chiến thắng 1–0 trong trận đấu thứ hai với Thụy Điển vào ngày 17 tháng 6, Bonucci một lần nữa được ca ngợi vì màn trình diễn phòng ngự của anh ấy cùng với Chiellini và Barzagli. Vào ngày 22 tháng 6, anh ấy dẫn dắt đội tuyển Ý khi Buffon vắng mặt trong trận đấu cuối cùng của quốc gia anh ấy, thất bại 1–0 trước Ireland. Vào ngày 27 tháng 6, anh ấy đã tạo ra một màn trình diễn Man of the Match ở vòng 16 của giải đấu khi giúp Italia giữ sạch lưới thứ ba và đánh bại đương kim vô địch Tây Ban Nha với tỷ số 2–0. Trong trận tứ kết với Đức vào ngày 2 tháng 7, anh ấy đã ghi bàn thắng gỡ hòa cho Italia từ một quả phạt đền, mặc dù cú đá phạt đền của anh ấy đã bị Manuel Neuer cản phá trong loạt sút luân lưu, khi các nhà đương kim vô địch World Cup tiến tới bán kết sau khi giành chiến thắng 6–5 luân lưu. 
Trong chiến dịch vòng loại FIFA World Cup 2018, Italia đã cán đích ở vị trí thứ 2 bảng G sau Tây Ban Nha và tiến vào trận play-off gặp Thụy Điển. Ý đã không thể giành quyền tham dự FIFA World Cup 2018 sau trận thua chung cuộc 1–0 trước đội tuyển đến từ bán đảo Scandinavia.

### 2019–2023: Lần ra sân quốc tế thứ 100 và vô địch Euro 2020

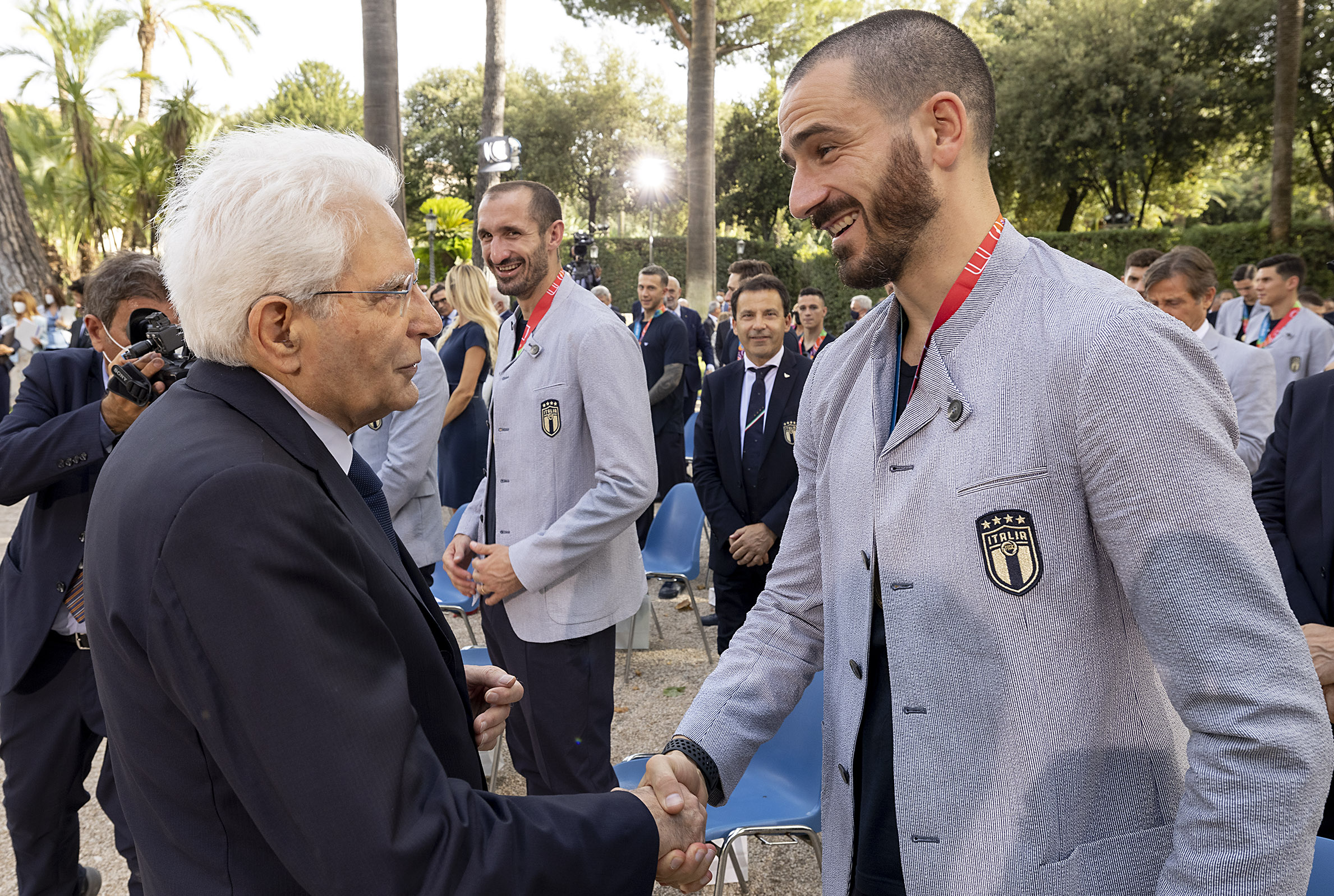
Bonucci (phải) và Tổng thống Ý Sergio Mattarella (trái) bắt tay sau chức vô địch UEFA Euro 2020 của Ý.

Vào ngày 12 tháng 10 năm 2019, Bonucci có trận đấu quốc tế thứ 92, dưới sự dẫn dắt của huấn luyện viên Roberto Mancini, trong chiến thắng 2–0 trên sân nhà trước Hy Lạp, và vượt qua Alessandro Del Piero để trở thành cầu thủ khoác áo đội tuyển Ý nhiều thứ 10 trong lịch sử. Chiến thắng ấn định suất tham dự Euro 2020 của Ý. Anh có trận đấu thứ 94 cho đội tuyển Ý vào ngày 15 tháng 11, trong chiến thắng 3–0 trước Bosnia và Herzegovina, ở vòng loại Euro 2020, sánh ngang với Giacinto Facchetti là cầu thủ Ý khoác áo đội tuyển Ý nhiều thứ chín mọi thời đại. 
Vào ngày 11 tháng 10 năm 2020, Bonucci có lần ra sân quốc tế thứ 98 trong trận hòa 0–0 trên sân khách trước Ba Lan tại UEFA Nations League, đồng thời cân bằng số lần ra sân của Gianluca Zambrotta trở thành cầu thủ khoác áo đội tuyển Ý nhiều nhất mọi thời đại. 
Vào ngày 25 tháng 3 năm 2021, Bonucci có trận đấu thứ 100 cho đội tuyển Ý trong chiến thắng 2–0 trên sân nhà trước Bắc Ireland, trong trận đấu đầu tiên của đội tuyển này ở vòng loại World Cup 2022. 
Vào tháng 6 năm 2021, Bonucci được đưa vào danh sách đội tuyển Ý tham dự VCK Euro 2020. Trong giải đấu, anh là đội trưởng tạm thời cho Ý sau chấn thương của Giorgio Chiellini ở vòng đầu tiên. Vào ngày 6 tháng 7, sau trận hòa 1-1 sau hiệp phụ trước Tây Ban Nha trong trận bán kết của cuộc thi, anh ghi bàn thắng thứ ba cho Ý trong chiến thắng chung cuộc 4–2 trong loạt sút luân lưu, để đưa Ý đến trận chung kết. Vào ngày 11 tháng 7, Bonucci đã giành chức vô địch châu Âu với Ý sau chiến thắng 3–2 trước Anh tại Sân vận động Wembley trong loạt sút luân lưu sau khi hòa 1-1 trong hiệp phụ. Bonucci đã ghi bàn thắng duy nhất của Ý trong trận đấu ở phút 67 để cân bằng trận đấu, và sau đó đá quả phạt đền thứ ba của Ý trong loạt đá luân lưu; Bàn thắng của anh ấy trong thời gian quy định đã khiến anh ấy trở thành cầu thủ lớn tuổi nhất từng ghi bàn trong trận chung kết Giải vô địch châu Âu, ở tuổi 34 và 71 ngày. Với màn trình diễn của mình trong trận chung kết, anh ấy đã được UEFA vinh danh là Star of the Match. Vì những màn trình diễn của mình trong suốt cuộc thi, anh ấy sau đó cũng được nêu tên vào đội hình của giải đấu. Vì những màn trình diễn của mình trong suốt giải đấu, anh ấy sau đó cũng được đặt tên vào đội hình của giải đấu.
Ngày 20 tháng 11 năm 2023, sau trận giao hữu với Ukraina, Leonadro Bonucci chính thức chia tay đội tuyển quốc gia sau 13 năm gắn bó, tổng cộng anh đã thi đấu 121 trận và ghi được 8 bàn thắng.

## Phong cách thi đấu
Một cựu tiền vệ thường được bố trí ở vị trí trung vệ chơi bóng trong hàng thủ 3 người  (mặc dù anh ta cũng có khả năng chơi ở hàng thủ 4 người, cả ở trung tâm hoặc ngoài biên ) rộng ),  Bonucci chủ yếu được biết đến với kỹ thuật, khả năng chuyền dài và khả năng phát động tấn công từ phía sau bằng những đường chuyền dài. Mặc dù anh ấy không phải là cầu thủ nhanh nhất trong khoảng cách ngắn, nhưng anh ấy là một hậu vệ cao lớn, cơ động và mạnh mẽ, có ý thức vị trí tốt, cũng như dự đoán tốt, xử lý rắn và khả năng đọc trận đấu và đánh dấu đối thủ, hàng đầu. kỹ năng đi bóng của anh ấy; anh ấy cũng vượt trội trong không khí, và thường xuyên gây ra mối đe dọa khung thành từ các tình huống cố định. 
Mặc dù được coi là một hậu vệ trẻ tài năng và đầy triển vọng,  anh cũng bị một số chuyên gia chỉ trích vì thiếu nhất quán và dễ mắc lỗi hoặc mất tập trung thời trẻ, vốn được gọi là "Bonucciate" trong giới truyền thông Ý; vào năm 2021, bonucciata tân học thậm chí còn được đưa vào từ điển bách khoa Treccani của Ý. Tuy nhiên, anh ấy đã cho thấy những cải thiện đáng chú ý trong mùa giải 2014–15, và tự khẳng định mình là một trong những hậu vệ xuất sắc nhất của bóng đá thế giới, cũng nhận được lời khen ngợi từ huấn luyện viên Pep Guardiola, người đã mô tả Bonucci là một trong những "cầu thủ yêu thích nhất của ông ấy".
Năm 2016, Mario Sconcerti của Il Corriere della Sera đã xếp Bonucci vào danh sách những hậu vệ Ý vĩ đại nhất mọi thời đại. Phong cách chơi độc đáo của anh ấy đã khiến Giovanni Galli so sánh anh ấy với cựu hậu vệ quét Gaetano Scirea. Năm 2012, The Guardian vinh danh anh là Cầu thủ xuất sắc thứ 88 trên thế giới  và vào năm 2016, anh được vinh danh là Cầu thủ xuất sắc thứ 26 trên thế giới. Vào năm 2016, các thuộc tính phòng ngự, cũng như kỹ năng đi bóng, tầm nhìn và chuyền bóng chính xác của anh ấy, đã khiến La Repubblica gọi anh ấy là “Beckenbonucci”, ám chỉ đến cựu hậu vệ quét người Đức Franz Beckenbauer.
Ngoài khả năng phòng ngự, lối chơi và kỹ thuật, Bonucci còn được đánh giá cao ở khả năng lãnh đạo và tổ chức tuyến sau. Năm 2017, anh được một số người xếp hạng là hậu vệ xuất sắc nhất thế giới. Với sự giải nghệ của Andrea Barzagli, cặp đôi Bonucci-Chiellini tiếp theo được coi là, về tuổi thọ và hiệu suất ở các cấp độ cao, là một trong những cặp đôi vững chắc và bổ sung nhất trong bóng đá quốc tế, cũng như được so sánh với các cặp song ca. từ quá khứ như Beckenbauer - Schwarzenbeck, Scirea - Gentile hoặc Baresi -Costacurta.

## Cuộc sống cá nhân
Vào ngày 18 tháng 6 năm 2011, Bonucci kết hôn với Martina Maccari (sinh ngày 19 tháng 11 năm 1985),  một cựu người mẫu và blogger, người mà anh ấy gặp lần đầu tiên vào năm 2008 thông qua một người bạn chung. Họ có hai con trai, Lorenzo (sinh tháng 7 năm 2012)  và Matteo (sinh tháng 5 năm 2014), và một con gái, Matilda (sinh tháng 2 năm 2019). Mặc dù Bonucci đã chơi cho Juventus trong vài mùa giải, nhưng con trai cả của ông, Lorenzo, vẫn ủng hộ đối thủ xuyên thành phố của Juventus , Torino. Vào tháng 7 năm 2016, con trai út của Bonucci, Matteo, được phẫu thuật khẩn cấp sau khi phát bệnh cấp tính. Trong một cuộc phỏng vấn năm 2017 với El País, Bonucci tiết lộ rằng căn bệnh của con trai anh thậm chí đã khiến anh nghĩ đến việc từ bỏ bóng đá, bình luận:
"Trong ba hoặc bốn tháng, đầu của tôi không ở đúng vị trí, đó là đầu giúp chân di chuyển. Trong khoảng 15 ngày sau khi phẫu thuật, cho đến khi tôi bắt đầu thấy anh ấy tiến bộ, tôi chỉ không quan tâm đến việc tập luyện. liên quan đến bóng đá. Tôi luôn ghét bệnh viện và cố gắng tránh chúng, nhưng lúc đó tôi phải ở đó và thực sự đấu tranh để bình tĩnh. Matteo giờ đã tốt hơn rất nhiều và gia đình chúng tôi cảm thấy đoàn kết hơn bao giờ hết. Vâng, tôi đã nghĩ đến việc nghỉ việc. Bóng đá không phải là ưu tiên của tôi vào lúc đó. Bạn thấy con trai mình còn rất nhiều điều để sống, nó hỏi bạn rất nhiều câu hỏi và tại sao điều này lại xảy ra với nó ... và tôi không có câu trả lời. Những ưu tiên thay đổi vào những thời điểm đó. Giờ tôi tự nhủ rằng mình thật may mắn. Mọi thứ tôi làm đều xuất phát từ trái tim. " 
Anh trai của Bonucci, Riccardo (sinh tháng 11 năm 1982), cũng là một cầu thủ bóng đá từng chơi ở vị trí trung vệ ở Serie C1 với Viterbese. Cha của họ sở hữu một cửa hàng sơn ở Viterbo.
Vào tháng 5 năm 2012, trong cuộc điều tra vụ bê bối bóng đá Ý 2011-12, Bonucci, cùng với đồng đội Juventus, Simone Pepe và huấn luyện viên Antonio Conte, cũng như nhiều cầu thủ khác, đã bị buộc tội dàn xếp tỷ số; Bonucci bị buộc tội đã giúp sửa chữa kết quả hòa 3–3 trước Udinese vào tháng 5 năm 2010, trong thời gian thi đấu cho Bari, và đối mặt với án phạt cấm thi đấu 3 năm rưỡi nếu bị kết tội. Tuy nhiên, Bonucci đã phủ nhận mọi hành vi sai trái, và cả anh và Pepe sau đó đều được tuyên trắng án vào tháng 8 cuối năm đó. 
Vào tháng 10 năm 2012, Bonucci cùng vợ và cậu con trai 5 tháng tuổi đã phải đối mặt với một tên cướp có vũ trang, kẻ yêu cầu hậu vệ giao nộp đồng hồ của anh ta. Khi tên cướp đưa tay ra lấy chiếc đồng hồ, Bonucci đã đấm anh ta và đuổi anh ta xuống đường. Tên cướp cùng đồng bọn đi xe máy tẩu thoát. 
Bonucci là một nhà hoạt động chống bắt nạt. Vào tháng 12 năm 2017, anh xuất hiện với tư cách khách mời trong video âm nhạc cho "Buona fortuna" của Benji & Fede , có cốt truyện đề cập đến nạn bắt nạt. Vào tháng 10 năm 2019, cùng với nhà báo và biên tập viên Francesco Ceniti, anh ấy đã đồng viết và phát hành cuốn sách "Il mio amico Leo" (Leo bạn tôi), một phần được lấy cảm hứng từ những trải nghiệm của chính anh ấy và được thiết kế để hỗ trợ các nạn nhân bị bắt nạt . 
Vào ngày 1 tháng 4 năm 2021, Bonucci có kết quả xét nghiệm dương tính với COVID-19 trong bối cảnh đại dịch ở Ý; đến ngày 12 tháng 4, anh ta bình phục.

## Thống kê sự nghiệp

### Câu lạc bộ
| Đội                 | Mùa giải            | Giải vô địch        | Giải vô địch | Giải vô địch | Cup  | Cup | Châu Âu | Châu Âu | Khác | Khác | Tổng cộng | Tổng cộng |
| Đội                 | Mùa giải            | Hạng đấu            | Trận         | Bàn          | Trận | Bàn | Trận    | Bàn     | Trận | Bàn  | Trận      | Bàn       |
| ------------------- | ------------------- | ------------------- | ------------ | ------------ | ---- | --- | ------- | ------- | ---- | ---- | --------- | --------- |
| Internazionale      | 2005–06             | Serie A             | 1            | 0            | 0    | 0   | 0       | 0       | 0    | 0    | 1         | 0         |
| Internazionale      | 2006–07             | Serie A             | 0            | 0            | 3    | 0   | 0       | 0       | 0    | 0    | 3         | 0         |
| Internazionale      | Tổng cộng           | Tổng cộng           | 1            | 0            | 3    | 0   | 0       | 0       | 0    | 0    | 4         | 0         |
| Treviso             | 2007–08             | Serie B             | 27           | 2            | 0    | 0   | –       | –       | –    | –    | 27        | 2         |
| Treviso             | 2008–09             | Serie B             | 13           | 2            | 1    | 0   | –       | –       | –    | –    | 14        | 2         |
| Treviso             | Tổng cộng           | Tổng cộng           | 40           | 4            | 1    | 0   | –       | –       | –    | –    | 41        | 4         |
| Pisa (mượn)         | 2008–09             | Serie B             | 18           | 1            | 0    | 0   | –       | –       | –    | –    | 18        | 1         |
| Bari                | 2009–10             | Serie A             | 38           | 1            | 1    | 0   | –       | –       | –    | –    | 39        | 1         |
| Juventus            | 2010–11             | Serie A             | 34           | 2            | 2    | 0   | 8       | 1       | –    | –    | 44        | 3         |
| Juventus            | 2011–12             | Serie A             | 32           | 2            | 5    | 0   | –       | –       | –    | –    | 37        | 2         |
| Juventus            | 2012–13             | Serie A             | 33           | 0            | 4    | 0   | 10      | 1       | 1    | 0    | 48        | 1         |
| Juventus            | 2013–14             | Serie A             | 29           | 2            | 1    | 0   | 13      | 1       | 1    | 0    | 44        | 3         |
| Juventus            | 2014–15             | Serie A             | 34           | 3            | 4    | 1   | 13      | 0       | 1    | 0    | 52        | 4         |
| Juventus            | 2015–16             | Serie A             | 36           | 3            | 4    | 0   | 8       | 0       | 1    | 0    | 49        | 3         |
| Juventus            | 2016–17             | Serie A             | 29           | 3            | 5    | 1   | 11      | 1       | 0    | 0    | 45        | 5         |
| Juventus            | Tổng cộng           | Tổng cộng           | 227          | 15           | 25   | 2   | 63      | 4       | 4    | 0    | 319       | 21        |
| Milan               | 2017–18             | Serie A             | 35           | 2            | 5    | 0   | 11      | 0       | 0    | 0    | 51        | 2         |
| Juventus            | 2018–19             | Serie A             | 29           | 3            | 1    | 0   | 10      | 0       | 1    | 0    | 41        | 3         |
| Juventus            | 2019–20             | Serie A             | 35           | 3            | 4    | 1   | 7       | 0       | 1    | 0    | 47        | 4         |
| Juventus            | 2020–21             | Serie A             | 26           | 2            | 2    | 0   | 6       | 0       | 1    | 0    | 35        | 2         |
| Juventus            | 2021–22             | Serie A             | 24           | 5            | 3    | 0   | 7       | 0       | 0    | 0    | 34        | 5         |
| Juventus            | 2022–23             | Serie A             | 16           | 1            | 1    | 0   | 9       | 1       | —    | —    | 26        | 2         |
| Juventus            | Tổng cộng           | Tổng cộng           | 130          | 14           | 11   | 1   | 39      | 1       | 3    | 0    | 183       | 16        |
| Union Berlin        | 2023–24             | Bundesliga          | 7            | 1            | 0    | 0   | 3       | 0       | —    | —    | 10        | 1         |
| Fenerbahçe          | 2023–24             | Süper Lig           | 8            | 0            | 3    | 0   | 2       | 0       | 0    | 0    | 13        | 0         |
| Tổng cộng sự nghiệp | Tổng cộng sự nghiệp | Tổng cộng sự nghiệp | 504          | 38           | 49   | 3   | 118     | 5       | 7    | 0    | 678       | 46        |

1. ↑  Ra sân tại Coppa Italia
2. ↑  Ra sân tại UEFA Europa League
3. 1 2  Ra sân tại UEFA Champions League
4. ↑  6 lần ra sân UEFA Champions League, 7 lần ra sân và 1 bàn thắng tại UEFA Europa League

### Quốc tế
Tính đến 18 tháng 6 năm 2023
| Đội tuyển bóng đá Ý | Đội tuyển bóng đá Ý | Đội tuyển bóng đá Ý |
| Năm                 | Trận                | Bàn                 |
| ------------------- | ------------------- | ------------------- |
| 2010                | 8                   | 2                   |
| 2011                | 5                   | 0                   |
| 2012                | 11                  | 0                   |
| 2013                | 11                  | 0                   |
| 2014                | 8                   | 1                   |
| 2015                | 10                  | 0                   |
| 2016                | 14                  | 1                   |
| 2017                | 8                   | 1                   |
| 2018                | 10                  | 1                   |
| 2019                | 10                  | 1                   |
| 2020                | 4                   | 0                   |
| 2021                | 15                  | 1                   |
| 2022                | 6                   | 0                   |
| 2023                | 1                   | 0                   |
| Tổng cộng           | 121                 | 8                   |

### Bàn thắng quốc tế
| #  | Ngày                | Địa điểm                                    | Đối thủ | Bàn thắng | Kết quả              | Giải đấu                 |
| -- | ------------------- | ------------------------------------------- | ------- | --------- | -------------------- | ------------------------ |
| 1. | 3 tháng 6 năm 2010  | Sân vận động Nhà vua Baudouin, Brussels, Bỉ | México  | 1–2       | 1–2                  | Giao hữu                 |
| 2. | 3 tháng 9 năm 2010  | A. Le Coq Arena, Tallinn, Estonia           | Estonia | 2–1       | 2–1                  | Vòng loại UEFA Euro 2012 |
| 3. | 9 tháng 9 năm 2014  | Sân vận động Ullevaal, Oslo, Na Uy          | Na Uy   | 2–0       | 2–0                  | Vòng loại UEFA Euro 2012 |
| 4. | 2 tháng 7 năm 2016  | Sân vận động Bordeaux mới, Bordeaux, Pháp   | Đức     | 1–1       | 1–1                  | UEFA Euro 2016           |
| 5. | 28 tháng 3 năm 2017 | Amsterdam Arena, Amsterdam, Hà Lan          | Hà Lan  | 2–1       | 2–1                  | Giao hữu                 |
| 6. | 1 tháng 6 năm 2018  | Allianz Riviera, Nice, Pháp                 | Pháp    | 1–2       | 1–3                  | Giao hữu                 |
| 7. | 8 tháng 6 năm 2018  | Sân vận động Olympic, Athens, Hy Lạp        | Hy Lạp  | 3–0       | 3–0                  | Vòng loại UEFA Euro 2020 |
| 8. | 11 tháng 7 năm 2021 | Sân vận động Wembley, London, Anh           | Anh     | 1–1       | 1–1 (s.h.p.) (3–2 p) | UEFA Euro 2020           |

## Danh hiệu

### Câu lạc bộ

#### Đội trẻ Inter Milan
- Campionato Nazionale Primavera: 2007
- Coppa Italia Primavera: 2006

#### Inter Milan
- Serie A: 2005–06

#### Juventus
- Serie A: 2011–12, 2012–13, 2013–14, 2014–15, 2015–16, 2016–17,  2018–19, 2019–20
- Coppa Italia: 2014–15, 2015–16, 2016–17, 2020–21
- Supercoppa Italiana: 2012, 2013, 2015, 2018, 2020

### Quốc tế
- UEFA Euro: 2020
- UEFA Nations League: Hạng ba 2020–21, 2022–23

### Cá nhân
- FIFA FIFPro World XI: 2017, 2021
- Cầu thủ xuất sắc nhất trận chung kết UEFA Euro 2020
- Hậu vệ xuất sắc nhất toàn cầu Globe Soccer Awards - Best Defender of the year: 27/12/2021